# Suzu Chiba
Suzu Chiba (Yokohama, Japón, 11 de agosto de 1975) es una nadadora japonesa retirada especializada en pruebas de estilo libre larga distancia, donde consiguió ser medallista de bronce mundial en 1991 en los 400 metros estilo libre.

## Carrera deportiva
En el Campeonato Mundial de Natación de 1991 celebrado en Perth (Australia), ganó la medalla de bronce en los 400 metros estilo libre, con un tiempo de 4:11.44 segundos, tras la estadounidense Janet Evans (oro con 4:08.63 segundos) y la australiana Hayley Lewis.